# Джеремі Вейд
Джеремі Вейд (англ. Jeremy Wade) — британський телеведучий, автор книг про риболовлю, біолог. Він відомий своїми телевізійними серіалами «River Monsters», «Jungle Hooks», «Mighty Rivers», «Dark Waters».

## Особисте життя
Вейд народився в Іпсвічі і виховувався в Нейленді, де його батько був вікарієм. Він відвідував школу Діна Клоза і має ступінь зоології в Брістольському університеті та аспірантуру з біологічних наук в Кентському університеті. Він працював вчителем біології в середній школі в Кенті. У різні часи під час подорожей за кордон Вейд підхоплював малярію, йому загрожували пістолетом і він вижив в авіакатастрофі. Він вільно говорить португальською мовою, яку вивчав протягом багатьох років, проведених на риболовлі в Бразилії, а також володіє французькою й іспанською мовами.

## Кар'єра
Вейд зацікавився риболовлею в дитинстві, коли жив у Східній Англії, на березі річки. У 1982 році Вейд здійснив свою першу закордонну поїздку до гірських річок Індії. Повернувшись до Англії, Вейд написав кілька статей про свій досвід в Індії для риболовного журналу. Під час чергової подорожі до Індії у 2005 р. У Гімалайських передгір'ях вперше представлена концепція телевізійного серіалу «Річкові монстри». Почувши розповіді місцевих жителів про те, що деякі люди зникли в річці, а злочинцем була гігантська риба, Вейд розпочав розслідування. Рибою виявився сом гоунча. Він здійснив багато подорожей до дощових лісів Конго та Амазонки. За допомогою місцевих рибалок Вейд подорожував світом, щоб ловити різну рибу. Свою першу книгу Вейд опублікував зі співавтором Полом Бутом у 1992 р. Вейд також написав книгу «Річкові монстри», де детально описав свої полювання та подорожі по всьому світу.
Вейд дебютував як актор у боллівудському фільмі "Аллах Рака" у 1986 році в масовці. Наступним був фільм 2014 року «Озеро крові: напад міног-убивць», де Вейд зіграв експерта по міногах.
У 2016 році під час фільмування на віддаленому острові поблизу Австралії Вейд та його команда натрапили на чоловіка, який застряг на острові, загубивши човна, копаючи устриці. Чоловік жив на острові протягом двох днів до того, як Вейд та його екіпаж виявили його.
У 2018 році Вейд був прийнятий на роботу для виготовлення документального серіалу Animal Planet «Могутні річки», в якому він досліджує зникнення прісноводних гігантів з найвідоміших річок світу.
У 2019 році Вейд працював над серіалом Animal Planet «Темні води», де він дослідив незрозумілі спостереження міфічних звірів по всьому світу.
У 2020 році він розпочав новий серіал «Таємниці глибин», де він досліджує підводні таємниці, починаючи від озера Лох-Нес і закінчуючи Бермудським трикутником.

## Фільмографія
| Роки      | Назва                                     | Примітки                        |
| --------- | ----------------------------------------- | ------------------------------- |
| 2007      | Jungle Hooks                              |                                 |
| 2009–2017 | River Monsters                            |                                 |
| 2011      | River Monsters: The Lost Reels            |                                 |
| 2014      | Blood Lake: Attack of the Killer Lampreys | Експерт із міног                |
| 2018      | Celebrating World Fish Migration Day 2018 | Короткометражний фільм, ведучий |
| 2018      | Mighty Rivers                             |                                 |
| 2019      | Dark Waters                               |                                 |
| 2020      | Expedition Unknown                        |                                 |
| 2020      | Mysteries of the Deep                     |                                 |